# Gecondenseerde wiskunde
Gecondenseerde wiskunde is een theorie die door Dustin Clausen en Peter Scholze is ontwikkeld en tot doel heeft verschillende deelgebieden van de wiskunde te verenigen, waaronder de topologie, complexe meetkunde en algebraïsche meetkunde.

## Geschiedenis
Bhargav Bhatt en Peter Scholze introduceerden in 2013 het algemeen begrip van een pro-étale site, gekoppeld aan een willekeurig schema. Ze kwamen in 2018 samen met Dustin Clausen tot de conclusie dat de pro-étale site van een enkel punt, die isomorf is met de hierboven geïntroduceerde site van profinite verzamelingen, al voldoende structuur heeft om grote klassen van topologische ruimten te realiseren als schoven hierover. Verdere ontwikkelingen hebben geleid tot een theorie van gecondenseerde verzamelingen en solide abelse groepen, waardoor men niet-archimedische meetkunde in de theorie kan opnemen.
Scholze voltooide in 2020 een bewijs van een resultaat dat de vereniging van de functionaalanalyse en de complexe meetkunde in het raamwerk van de gecondenseerde wiskunde mogelijk zou maken, met behulp van liquide vectorruimten. Het argument bleek nogal subtiel te zijn en om alle twijfels over de geldigheid van het resultaat weg te nemen, vroeg hij andere wiskundigen om een geformaliseerd en geverifieerd bewijs te leveren. Gedurende een periode van zes maanden verifieerde een groep onder leiding van Johan Commelin het centrale deel van het bewijs met behulp van de bewijsassistent Lean. Het bewijs telde 14 juli 2022 als afgerond.
Barwick en Haine introduceerden in 2019 toevallig een vergelijkbare theorie van pyknotische objecten. Deze theorie lijkt veel op die van de gecondenseerde verzamelingen. De belangrijkste verschillen liggen in het vlak van de verzamelingenleer: de pyknotische theorie hangt af van een keuze uit Grothendieck-universa, terwijl gecondenseerde wiskunde strikt binnen Zermelo-Fraenkel-verzamelingenleer kan worden ontwikkeld.
Clausen en Scholze stelden in 2023 en 2024 analytische stacks voor in een reeks colleges aan het IHES en in Bonn. Deze theorie maakt gebruikt van gecondenseerde wiskunde.

## Idee en definitie
Het fundamentele idee bij de ontwikkeling van de theorie wordt gegeven door topologische ruimtes te vervangen door gecondenseerde verzamelingen, die hieronder worden gedefinieerd. De categorie van gecondenseerde verzamelingen, evenals verwante categorieën zoals die van gecondenseerde abelse groepen, gedraagt zich veel beter dan de categorie van topologische ruimtes. In het bijzonder is de categorie van gecondenseerde abelse groepen een abelse categorie. Dit in tegenstelling tot de categorie van topologische abelse groepen die geen abelse categorie is. Omdat de categorie van gecondenseerde abelse groepen een abelse categorie is, maakt dit het gebruik van hulpmiddelen uit de homologische algebra mogelijk bij de studie van die structuren.
Het raamwerk van de gecondenseerde wiskunde blijkt zo algemeen te zijn dat men, rekening houdend met verschillende 'ruimten' met schoven die in gecondenseerde algebra's worden gewaardeerd, zowel de algebraïsche meetkunde, de p-adische analytische meetkunde als de complexe analytische meetkunde er in kan opnemen.
Een gecondenseerde verzameling is een verzameling verzamelingen op de site van profinite verzamelingen, waarbij de Grothendieck-topologie wordt gegeven door eindige, gezamenlijk surjectieve verzamelingen afbeeldingen. Op dezelfde manier worden een gecondenseerde groep, gecondenseerde ring, enzovoort in de gecondenseerde wiskunde gedefinieerd als een bundel groepen, ringen enzovoort.
Met elke topologische ruimte {\displaystyle X} kan een gecondenseerde verzameling worden geassocieerd, meestal aangeduid met {\displaystyle {\underline {X}}}, die met elke profinite verzameling {\displaystyle S} de rij doorlopende afbeeldingen {\displaystyle S\to X} associeert. Als {\displaystyle X} een topologische groep of ring is, dan is {\displaystyle {\underline {X}}} een gecondenseerde groep of ring.